# 拉科齊獨立戰爭

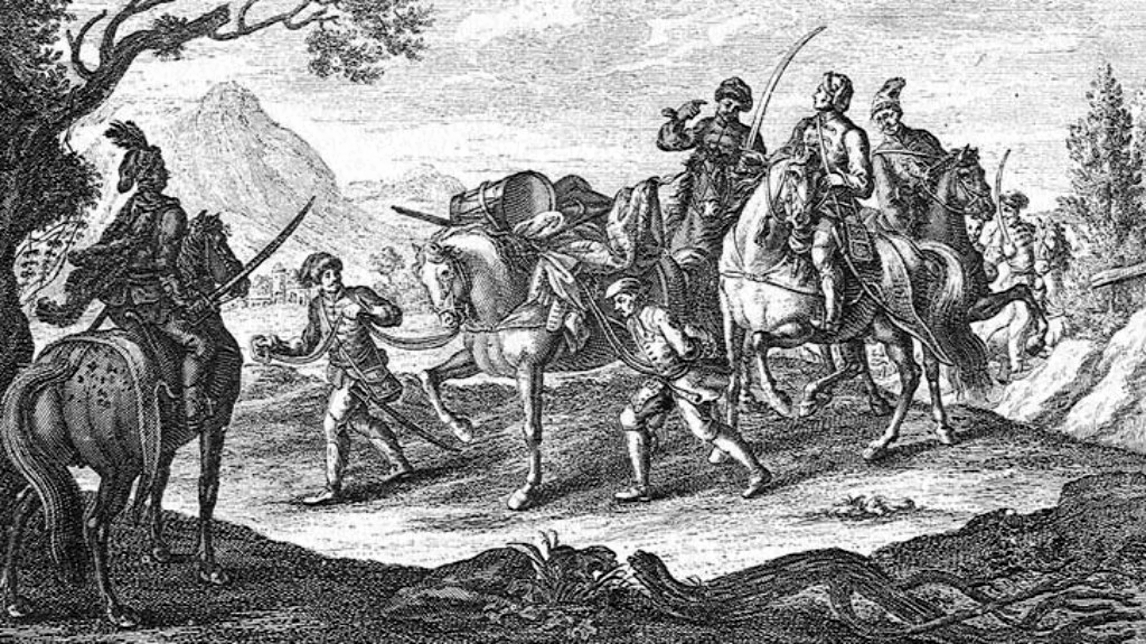
庫科茲士兵捕獲一名奧地利士兵

拉科齊獨立戰爭（1703-1711年，庫科茲起義的一部分），是首次以推翻奧地利哈布斯堡王朝在匈牙利王國統治為目標的獨立戰爭，也是場聲勢浩大的起義。起義由外西凡尼亞顯貴拉科齊·費倫茨二世帶頭，率領部分的馬札爾貴族、高社經地位的進步人士反對奧地利統治，匈牙利人視之為17世紀庫科茲（十字軍）的一部分，拉科齊也成為匈牙利的民族英雄而受後世景仰。起義的庫科茲軍最終在1711年被奧軍鎮壓下來，奧地利簽訂的〈薩特馬爾和約〉恢復了馬札爾貴族許多古老的自由權（包含宗教與憲法權利的自由），代價是匈牙利人必須承認哈布斯堡的世襲主權，連帶給匈牙利帶來長期的和平時光。

## 戰爭始末

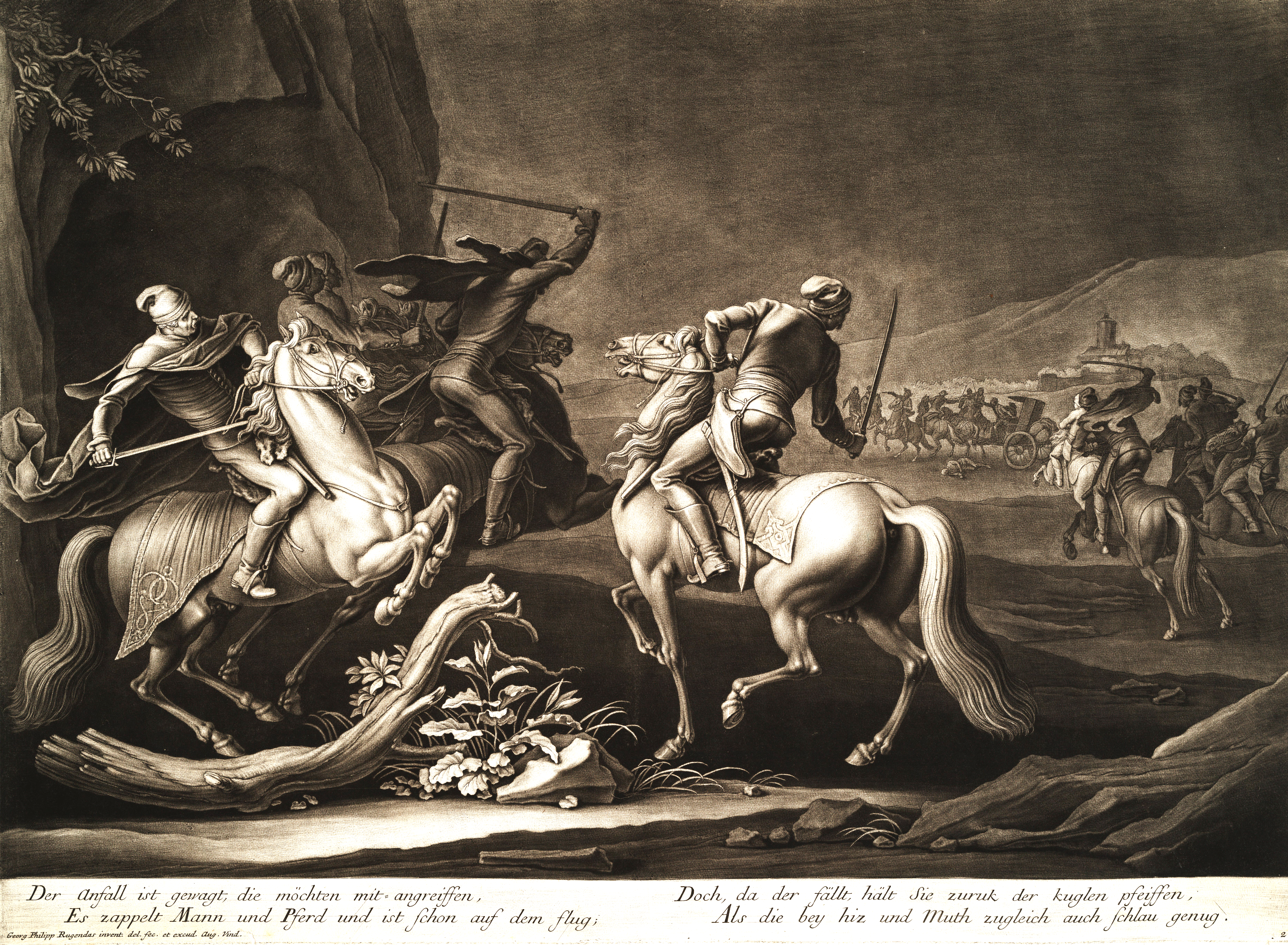
庫科茲士兵準備攻擊行進中的敵軍和騎士，1705年

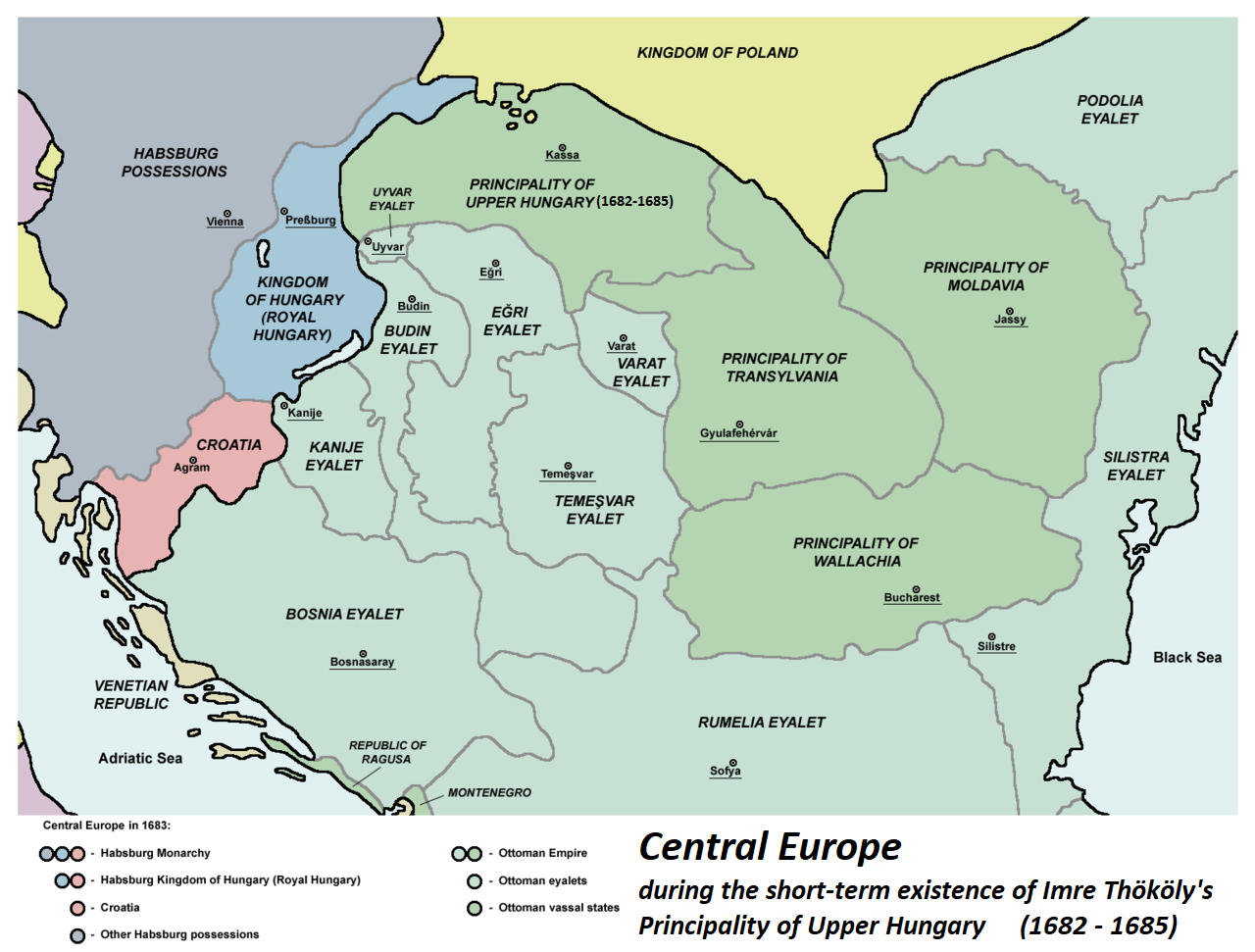
1683年伊姆雷·特克伊在「上匈牙利」的領土（深綠色左上角區塊──Principality of Upper Hungary）

當1687年奧地利在第二次摩哈赤戰役戰勝鄂圖曼土耳其之後，奧軍就占領了中、東部的匈牙利地區。之後經過1697年森塔戰役的勝利和1699年奧土簽訂卡尔洛夫齐条约時，確認了整個匈牙利（含外西凡尼亞）都歸屬奧地利統治，標誌了匈牙利徹底淪入哈布斯堡王朝的統治之下，也帶來奧地利對匈牙利宗教自由的扼殺，以及貴族特權的打壓（如1687年全體匈牙利貴族被迫放棄七百年來的選舉君主制，承認哈布斯堡家族在匈牙利的世襲統治），引起部分貴族的不滿和抗爭。
抗爭的貴族圍繞在外西凡尼亞顯貴拉科齊·費倫茨二世的身上，拉科齊的曾祖父與祖父都是外西凡尼亞的統治者，直到父親拉科齊·費倫茨一世才失去統治權，但仍是外西凡尼亞最大最富有的貴族地主。而拉科齊·費倫茨一世與外西凡尼亞的伊姆雷·特克伊王子就曾經在法王路易十四及鄂圖曼土耳其的支援下，發起1670年代的庫科茲十字軍，以游擊戰對抗奧地利大公兼神聖羅馬皇帝──利奧波德一世的暴政。雖然拉科齊·費倫茨一世於1676年過世，但伊姆雷·特克伊的持續抗爭，不但在上匈牙利建立統治、擁兵兩萬餘之外，更成功使奧地利在1681年恢復匈牙利的憲政權利，重新召開匈牙利的貴族議會，並且國王施政要經過議會之同意。1682年，拉科齊·費倫茨一世的遺孀、拉科齊·費倫茨二世（當時六歲）之母，嫁給了伊姆雷·特克伊王子，雖擴大了伊姆雷的領地（伊姆雷在上匈牙利的統治從1682維持到1685年），但伊姆雷後來在1699年因卡尔洛夫齐条约而被趕出匈牙利，1705年老死於土耳其，因此反抗奧地利的勢力集中在長大的拉科齊·費倫茨二世身上。

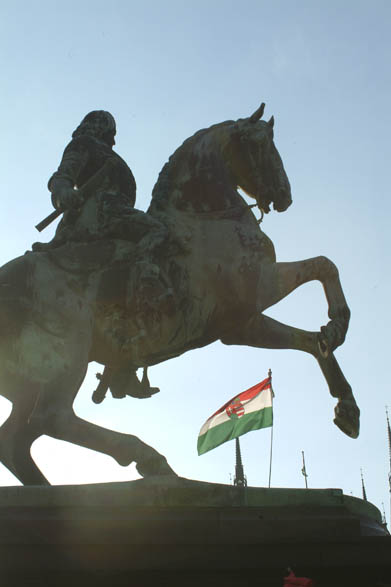
匈牙利民族英雄拉科齊二世的雕像，立於布達佩斯城

1703年，趁著奧地利忙碌於西班牙王位繼承戰爭（1701-1714年）的良機，加爾文派和馬札爾貴族在拉科齊·費倫茨二世領導下與法國結盟，對奧地利發起全面反抗，要求恢復匈牙利的獨立與信仰自由。當時奧地利全軍幾乎都在西面與法軍作戰，加上法王路易十四送來的軍火與金錢支援，情勢一度對起義軍頗為有利。起義軍更在1707年以匈牙利國會的名義宣布：廢除哈布斯堡皇帝（約瑟夫一世）的匈牙利王位，成立共和國。但是1704年法軍在布倫海姆戰役大敗給英、奧聯軍之後，奧地利開始有餘力把軍隊東調去鎮壓拉科齊叛亂，法國對拉科齊的支援也逐漸停止。於是拉科齊軍先後在1708、1710年遭受嚴重挫敗，終於，獨立戰爭在1711年被平定，貴族向奧地利投降妥協。奧地利簽訂的〈薩特馬爾和約〉恢復了馬札爾貴族許多古老的自由權（包含宗教與憲法權利的自由），代價是匈牙利人必須承認哈布斯堡王朝的世襲主權，且各地由哈布斯堡派去的總督統治。
1711年和約簽訂後，大多數的馬札爾貴族都拋棄了拉科齊，接受奧地利統治。不死心的拉科齊二世逃到波蘭立陶宛，轉往法國奮鬥。1735年他客死異鄉，遺體至1906年才運回匈牙利。